# Emplesiogonus striatus
Emplesiogonus striatus är en spindelart som beskrevs av Simon 1903. Emplesiogonus striatus ingår i släktet Emplesiogonus och familjen krabbspindlar.
Artens utbredningsområde är Madagaskar. Inga underarter finns listade i Catalogue of Life.